# Chińska Liga Demokratyczna
Chińska Liga Demokratyczna (chin. trad. 中國民主同盟, chin. upr. 中国民主同盟, pinyin Zhōngguó Mínzhǔ Tóngméng) – jedna z tzw. partii demokratycznych działających w ChRL.

## Historia
Powstała w 1944 w Chongqing w wyniku połączenia się sześciu mniejszych partii demokratycznych. Jej celem miało być wypracowanie trzeciej drogi, oddzielnej zarówno od Komunistycznej Partii Chin jak i Kuomintangu.
W 1945 partia została zdelegalizowana przez rządzący Kuomintang. W 1948 na zjeździe w Hongkongu działacze partii zdecydowali o poparciu KPCh, co doprowadziło do odejścia części działaczy. Partia utrzymywała kontakty międzynarodowe z analogicznym organizacjami w krajach Bloku Socjalistycznego, m.in. Stronnictwem Demokratycznym w latach 80.
Wedle statutu z 1997 partia opowiada się za wolnorynkowym socjalizmem.
Pod koniec 2010 roku skupiała 214 tysięcy członków, związanych głównie z edukacją, nauką i medycyną.

## Struktura
Przewodniczącymi partii byli:
- Huang Yanpei (1941-1941)
- Zhang Lan (1941-1955)
- Shen Junru (1955-1963)
- Yang Mingxuan (1963-1967)
- Shi Liang (1979-1985)
- Hu Yuzhi (1985-1986)
- Chu Tunan (1986-1987)
- Fei Xiaotong (1987-1996)
- Ding Shisun (1996-2005)
- Jiang Shusheng (2005-2012)
- Zhang Baowen (2012-2017)
- Ding Zhongli (od 2017)